# Matinkallio (ö i Norra Österbotten)
Matinkallio är en ö i Finland. Den ligger i Bottenviken och i kommunen Brahestad i den ekonomiska regionen  Brahestads ekonomiska region i landskapet Norra Österbotten, i den nordvästra delen av landet. Ön ligger omkring 76 kilometer sydväst om Uleåborg och omkring 480 kilometer norr om Helsingfors.
Öns area är 0,5 hektar och dess största längd är 180 meter i sydöst-nordvästlig riktning. I omgivningarna runt Matinkallio växer i huvudsak blandskog.